# Paradoxo do arqueiro
Paradoxo do Arqueiro é o fenômeno pelo qual, uma flecha disparada por um arco, deve ser apontada para um ponto deslocado lateralmente do centro do alvo para atingí-lo corretamente, daí a ideia de paradoxo.
A expressão "Paradoxo do Arqueiro" foi cunhada nos anos 1930 pelo Dr. Robert P. Elmer, um escritor sobre Tiro com Arco, ao abordar a questão de como uma flecha era capaz de atingir o alvo quando, aparentemente posicionada no arco apontando para fora do alvo. Mais tarde, suas observações seriam confirmadas por pesquisas com fotografias de alta velocidade.
O que foi observado é que, a despeito do que o olho nu poderia sugerir, ao ser disparada, uma flecha viaja em direção ao alvo flexionando sua haste de um lado para outro. Isso ocorre devido às forças de tensão que agem na flecha no momento da largada, bem como do próprio movimento lateral da corda.

## Física

Variações na flexão levam a resultados diferentes.

O movimento da corda no momento do disparo, para a lateral e em direção ao alvo, provoca na flecha uma flexão na mesma direção. Em reação a essa força inicial, a flecha volta a se flexionar, dessa vez para o lado oposto, e assim sucessivamente, reduzindo a oscilação deste movimento até alcançar o alvo.
A ponta da flecha não sofre a mesma tensão lateral que a cauda e, por sua maior massa, oferece, por um instante, uma certa resistência inercial enquanto a cauda da flecha já está sendo impulsionada pela corda. Essa combinação de forças é que provoca a flexão na flecha.
A flexão total da haste da flecha resulta de uma equação que envolve o peso da ponta da flecha, a tensão do arco, a rigidez (spine) da flecha, o encaixe da flecha (nock) na corda, o movimento dos dedos do arqueiro e outros fatores. Uma flecha deve ser balanceada corretamente para que oscile na frequência certa, de modo a acertar o alvo. Se estiver muito flexível, irá atingir a direita do alvo; se muito rígida, desviará para a esquerda.